# Hives (Film)
Hives ist ein kroatischer Episodenfilm, der 2012 auf dem kroatischen Pula Film Festival uraufgeführt wurde und im selben Jahr seine internationale Premiere auf dem spanischen Filmfestival San Sebastian feierte. 2013 wurde Hives unter anderem beim European Film Market im Rahmen der Berlinale gezeigt.

## Handlung
Hives spielt in den fünf Städten Zagreb, Jerusalem, London, Köln und Prag. Die einzelnen Geschichten des Spielfilms sind durch Nachrichtenbeiträge, welche die fünf Hauptfiguren hören, miteinander verbunden. In den Nachrichtenbeiträgen wird von einem mysteriösen und weltweiten Bienen-Verschwinden berichtet.

### Jerusalem
Die Lehrerin Nira geht am Morgen zur Arbeit und hadert mit dieser und ihrer Ehe, als einer von ihren Schülern ihr ein Raplied widmet. Für einen Moment wird Nira schwach. Ein Moment, der ihr Leben ändert.

### London
Ahmad, ein illegaler Einwanderer, ist ein sehr hilfsbereiter und grundpositiver Mensch, der auch anderen Mitmenschen Zuversicht gibt. Im Bus lernt er einen verzweifelten Mann kennen. Doch dieser lehnt Ahmads gut gemeinte Ratschläge ab. Der Mitfahrer hat gerade seine Freundin umgebracht und stellt ihn vor eine sehr schwere Entscheidung.

### Cologne
Der Ingenieur Ralf tut sich schwer mit zwischenmenschlichen Kontakten. Er ist kaum spontan, mag Sicherheit und Routine in seinem Leben. Im morgendlichen Kölner Verkehrsstau auf dem Weg zur Arbeit ist Ralf einer von vielen und doch isoliert. Beeindruckt von der lebensfreudigen Frau im roten Wagen nebenan, springt Ralf über seinen Schatten und versucht, diese mit Hilfe eines Radiomoderators zu kontaktieren.

### Prag
Ein Priester nickt während der Zeremonienvorbereitung auf seiner rechten Hand ein. Als der Mann wieder erwacht, ist seine Hand wie narkotisiert. Der Gottesdiener verschweigt aus Schamgefühl sein Schläfchen und kämpft sich mit eingeschlafener Hand durch die normalerweise routinierte Messe. Sein Assistent vermutet daher, dass der Priester einen Herzinfarkt haben könnte.

### Zagreb
Der arbeitslose Matija ist in Zagreb unterwegs. Er geht nicht mehr zur Arbeit, die er vor einigen Monaten verloren hat, tut aber so. Allmählich wird die Belastung für Matija aber unerträglich.

## Auszeichnungen und Nominierungen
- 2012: Nominiert für die Filmpreise Golden Arenas beim kroatischen Pula Film Festival als Teilnehmer im nationalen Wettbewerb[3]
- 2013: Preis Best “ExYU generation Next” beim kosovarischen Filmfestival Skena Up in Priština

## Hintergrund
Hives ist eine Koproduktion von fünf europäischen Filmhochschulen, die vom kroatischen Hrvatski audiovizualni centar (HAVC) gefördert wurde. Initiiert von der Akademija dramske umjetnosti (Academy of Dramatic Art) in Zagreb, entstand der Spielfilm in Kooperation mit der Internationalen Filmschule Köln, der Jerusalemer The Sam Spiegel Film and Television School, der National Film and Television School in Beaconsfield und der Film- und Fernsehfakultät der Akademie der Musischen Künste in Prag.